# Oracle Internet Directory
Oracle Internet Directory (OID) é um serviço de diretório produzido pela Oracle Corporation, nos quais as funções são compatíveis com a versão 3 do LDAP.

## Funcionalidade
O OID disponibiliza as seguintes funcionalidades de dentro de um ambiente de banco de dados Oracle:
- integração com o Oracle 8i e bancos de dados subsequentes para facilidade de utilização e administração
- uma estrutura de listagem multiplataforma escalável para integração de intranet segura e confiável
- sincronização de listagens baseadas no OID (também com aplicações distribuídas)
- integração de certificados de chave pública, carteira digital (e-wallets) e privilégios de entrada
- co-existência com outas implementações de LDAP através da Plataforma de Integração de Diretórios (Directory Integration Plataform - DIP) da Oracle
- ferramentas administrativas, incluindo:
  - políticas de roteamento
  - objetos de gerenciamento de sistema como o Oracle Directory Manager (também conhecido como "oidadmin" ou "ODM")
  - suporte técnico relacionado à qualidade dos serviços
  - serviço administrativo delegado[2]

## Implementação
O OID usa estruturas padrões do banco de dados Oracle para armazenar suas tabelas internas.
Na versão 9 dos bancos de dados Oracle, por padrão, muitos Armazenamentos de Tabela LDAP Oracle (Oracle LDAP Table Stores) usam espaços de tabela com nomes começando com os prefixos OLTS_ (e ocasionalmente P1TS_). Esquemas padrões relevantes usados podem incluir ODS (para "Oracle directory server") e ODSCOMMON.